# Hou me vast (want ik val)
Hou me vast (want ik val) is een lied van de Nederlandse zanger Rob de Nijs. Het werd in november 1981 uitgebracht als single en stond in 1981 als tweede track op het album De regen voorbij.

## Achtergrond
Hou me vast (want ik val) is geschreven door Gerard Stellaard en Belinda Meuldijk en geproduceerd door Stellaard. Op de B-kant van de single staat Rood van de morgen, geschreven en gecomponeerd door dezelfde personen. Dat lied stond als vijfde track op het album De regen voorbij.

## Hitnoteringen
Het lied bereikte de hitlijsten in Nederland en Vlaanderen. Het kwam tot de 16e plaats in de Tipparade van de Nederlandse Top 40. Het stond twee weken in de Nationale Hitparade waar het de eerste week piekte op de 41e positie. In de Vlaamse Ultratop 50 had het de 25e plek als hoogste notering.

### Nationale Hitparade
| Hitnotering: 12-12-1981 t/m 19-12-1981 | Hitnotering: 12-12-1981 t/m 19-12-1981 | Hitnotering: 12-12-1981 t/m 19-12-1981 | Hitnotering: 12-12-1981 t/m 19-12-1981 |
| Week:                                  | 1                                      | 2                                      |                                        |
| -------------------------------------- | -------------------------------------- | -------------------------------------- | -------------------------------------- |
| Positie:                               | 41                                     | 43                                     | uit                                    |

### VlaamseUltratop 50
| Hitnotering: 26-12-1981 t/m 30-01-1982 | Hitnotering: 26-12-1981 t/m 30-01-1982 | Hitnotering: 26-12-1981 t/m 30-01-1982 | Hitnotering: 26-12-1981 t/m 30-01-1982 | Hitnotering: 26-12-1981 t/m 30-01-1982 | Hitnotering: 26-12-1981 t/m 30-01-1982 | Hitnotering: 26-12-1981 t/m 30-01-1982 | Hitnotering: 26-12-1981 t/m 30-01-1982 |
| Week:                                  | 1                                      | 2                                      | 3                                      | 4                                      | 5                                      | 6                                      |                                        |
| -------------------------------------- | -------------------------------------- | -------------------------------------- | -------------------------------------- | -------------------------------------- | -------------------------------------- | -------------------------------------- | -------------------------------------- |
| Positie:                               | 36                                     | 29                                     | 29                                     | 27                                     | 25                                     | 38                                     | uit                                    |